# Варенський район
Варенський район (лит. Varėnos rajono savivaldybė) — муніципалітет районного рівня на півдні Литви, що знаходиться у Алітуському повіті. Адміністративний центр — місто Варена.

## Загальна характеристика
Найбільший за площею і найлісистіший район в Литві. Площа 2218 км². З них 67 % займають ліси, 22,6 % сільськогосподарські угіддя, 2,4 % промислові підприємства і дороги, 2,2 % водойми, 1,2 % міста і селища, 5,9 % площі іншого призначення.
Найвища точка 193 м над рівнем моря, найнища точка — 71 м. Через район протікає річка Німан з притокою Мяркіс. Область має більше 40 пам'ятників природи (порожнисті сосни, скелі, оголення, кілька монументальних дерев).
Середня температура січня -5.4 °C, липня +17,7 °С. Середньорічна кількість опадів — 667—682 мм. Середня товщина сніжного покриву — 25 см.

## Адміністративний поділ
Район включає 8 староств:

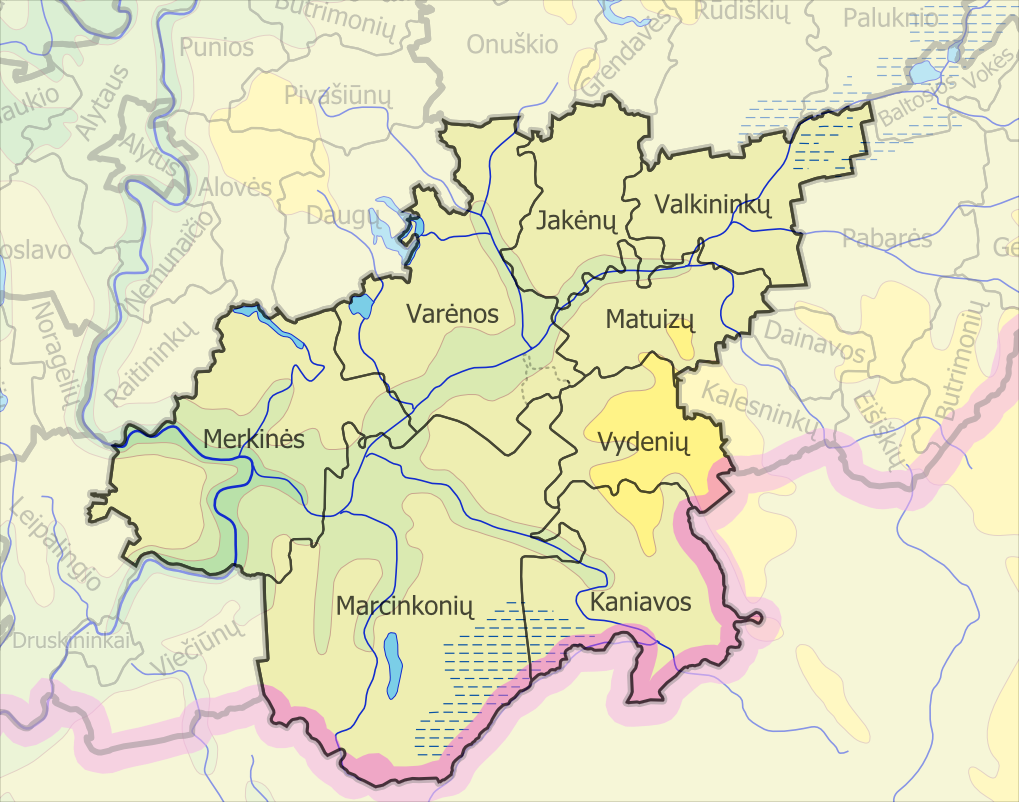
Староства Варенського району

- Валькінінкайське (Валькининку) (лит. Valkininkų seniūnija),
- Варенське (лит. Varėnos seniūnija),
- Виденяйське (лит. Vydenių seniūnija),
- Канявоське (лит. Kaniavos seniūnija),
- Марцинконіське (лит. Marcinkonių seniūnija),
- Матуйзуське (лит. Matuizų seniūnija),
- Меркінеське (лит. Merkinės seniūnija),
- Якенуське (лит. Jakėnų seniūnija).

Район включає в себе 2 міста — Варена, Меркіна, 1 містечко — Валькінінкай, та 320 сіл.
Найбільші поселення (2001 р):
- Варена — 10845 осіб
- Меркіна — 1434 осіб
- Матуйзос — 1 312 осіб
- Сеної Варена — 1276 осіб
- Марцинконіс — 765 осіб
- Перлоя — 744 осіб
- Валькінінкай — 544 осіб
- Жілінай — 459 осіб
- Крівіліай — 421 осіб
- Віденіяй — 413 осіб

## Населення
Згідно з переписом 2011 року чисельність населення становило 25377 осіб.
Розподіл населення згідно з переписом 2011 року:
За місцем проживання:
- Міське — 6174 осіб (34,83 %)
- Сільське — 20292 осіб (75,27 %)

За статевою ознакою:
- Чоловіки — 14947 осіб (48,00 %)
- Жінки — 16190 осіб (52,00 %)

За віросповіданням:
- Католики — 28651 осіб (94,75 %)
- Атеїсти — 1146 осіб (3,79 %)
- Православні — 349 осіб (1,15 %)
- Інші — менше 0,5 %

За національністю (на 2011 рік):
- Литовці — 22967 осіб (90,50 %)
- Поляки — 1612 осіб (6,35 %)
- Росіяни — 307 осіб (1,2 %)
- Білоруси — 237 осіб (0,93 %)
- Інші — менш 0,99 %

## Відомі особистості
У районі народився:
- Вітаутас Маркявічус (* 1962) — литовський юрист, адвокат, політик.
- Вітаутас Богушіс (*1959) — литовський політик, дисидент, член Сейму Литви.